# لوبمیر لیپسکی
لوبُمیر لیپسکی (چکی: Lubomír Lipský؛ ۱۹ آوریل ۱۹۲۳ – ۲ اکتبر ۲۰۱۵) بازیگر اهل کشور جمهوری چک بود. وی بین سال‌های ۱۹۴۶ تا ۲۰۰۹ میلادی فعالیت می‌کرد.
از فیلم‌ها یا برنامه‌های تلویزیونی که وی در آن نقش داشته‌است می‌توان به پان تاو، آخرین داوری، و خیابان اشاره کرد.